# Parachondrostoma miegii
Parachondrostoma miegii är en fiskart som först beskrevs av Steindachner, 1866.  Parachondrostoma miegii ingår i släktet Parachondrostoma och familjen karpfiskar. IUCN kategoriserar arten globalt som livskraftig. Inga underarter finns listade i Catalogue of Life.